# Alege jezik
Alege jezik (alegi, ugbe, uge; ISO 639-3: alf), jedan od devet bendi jeziika iz nigerijske države Cross River. Govori ga 1 200 ljudi (1973 SIL).
Srodan je jeziku gayi [bzy], pripada jezičnoj skupini cross river, širu benue-kongoansku skupinu.

## Vanjske poveznice
- Ethnologue (14th)
- Ethnologue (15th)